# اسکار مارویک
اسکار مارویک (به انگلیسی: Oskar Marvik؛ زادهٔ ۲۲ نوامبر ۱۹۹۵) یک کشتی‌گیر فرنگی‌کار اهل کشور نروژ است.
از افتخارات وی می‌توان به کسب مدال برنز قهرمانی کشتی جهان ۲۰۲۱ اشاره کرد.

## فعالیت حرفه‌ای

### قهرمانی کشتی جهان ۲۰۲۱
مارویک در وزن ۱۳۰ کیلوگرم کشتی فرنگی قهرمانی کشتی جهان ۲۰۲۱ اسلو شرکت کرد، او در مسابقه اول و دوم علیم‌خان سیزدیکوف از قزاقستان و رادوسلاو گئورگیف از بلغارستان را شکست داد اما در مسابقه بعد به علی‌اکبر یوسفی از ایران باخت و با توجه به حضور این کشتی‌گیر در فینال، به دیدار شانس مجدد رفت. او در مرحله شانس مجدد دیوید اواساپیان از ارمنستان را شکست داد و به دیدار رده‌بندی رسید. وی در این دیدار یاسمانی آکوستا از شیلی را شکست داد و مدال برنز را بدست آورد.